# 登祿普橡膠
登祿普橡膠（英文：Dunlop Rubber）為英國一家製造和銷售汽車或其他機動車輛的輪胎與其他橡膠產品的公司，創立於1889年。1985年該公司被BTR公司收購，且拋售商標使用權。

## 早年歷史
1889年登祿普充氣輪胎公司（Dunlop Pneumatic Tyre Co. Ltd.）成立於都柏林魏斯特蘭街的歐力爾大樓，購入了約翰·登祿普的自行車氣胎專利而開始製造銷售。由於該時期自行車開始被大量生產，加上愛爾蘭籍車手威利·休姆（Willie Hume）使用新發明的充氣輪胎，陸續在愛爾蘭與英格蘭舉辦的自行車大賽裡奪下七次冠軍，社會上颳起一陣充氣胎旋風。於是該公司1890年起開始轉包給某家位於貝爾法斯特的工廠正式量產，以應付消費者的需求。
經過一番專利訴訟戰之後，原屬於約翰·登祿普的充氣胎專利權改判給羅伯特·湯笙（Robert William Thomson）。於是約翰·登祿普將這項發明讓渡給哈維·都克羅斯（Harvey du Cros），藉此換得登祿普充氣輪胎公司1,500股的股份；換言之，發明充氣胎並沒有讓登祿普發了大財。
1890年代早期該公司於歐洲和北美洲成立分公司。1893年在澳大利亞墨爾本設立辦公室與工廠，該分公司並在1896年註冊了商標，且在英格蘭註冊成立了附屬公司。雖然登祿普充氣輪胎公司製造的氣胎產品獲得成功，卻未帶來財富，所以必須出售其海外分公司。其中最重大的銷售案是1899年將澳洲分公司賣給加拿大商財團，獨立成「登祿普充氣輪胎澳洲公司」（Dunlop Pneumatic Tyre Company of Australasia Ltd.）。自此之後，登祿普澳洲公司不再與英國母公司有任何瓜葛，這種情況跟其他國家的登祿普分公司並不同。
登祿普充氣輪胎公司自開業以來便轉包給承包工廠生產，直到1902年才在伯明翰成立生產工廠：登祿普橡膠公司（Dunlop Rubber Co. Ltd.）。自此之後該公司開始擴展企業規模，1918年另在伯明翰爾丁頓區建立新廠房。由於廠區主要建築大樓之外觀如同堡壘般，一般俗稱為登祿普堡。但是好景不長，1920年該公司被迫出售位於南非、南美洲、荷蘭、比利時、義大利、丹麥、瑞典、西班牙和印度的子公司或分支機構，位於法國、日本和美國的生產工廠，還有位在錫蘭和馬來亞的橡膠樹園。

## 多角化經營
1920年代受到外商公司在英國市場競爭加劇的影響，登祿普公司朝向多角化經營。1925年該公司收購查理斯·麥金塔什集團，經營觸角延伸至鞋類與服裝業。1925年獨立出一個航空部門，以生產航空業所需的輪胎與橡膠製品。1926年該公司研發並註冊了一種名為「Dunlopillo」的乳膠，並於1929年以泡沫乳膠製造出床墊；1930年代甚至以Dunlopillo乳膠製造出高爾夫球與網球球拍等產品。1943年英國皇家海軍的海事潛水單位（Admiralty Experimental Diving Unit，縮寫成AEDU）委託登祿普公司發展新式潛水裝，於是該公司製造出潛水衣、蛙鞋與氧氣筒等裝備。

## 第二次世界大戰後的發展
二戰結束後，英國的輪胎市場成為賣家主導的市場，而登祿普公司幾乎吃下50%的市場佔有率。一份由英國壟斷與限制競爭委員會（UK Monopolies and Restrictive Practices Commission）提出的報告顯示，該公司和固特異、雅方輪胎、凡士通與米其林等其餘四家英國主要輪胎銷售商協議操控市場價格。後來登祿普公司被迫改變，導致市占率下滑。另一項影響市占率下滑的原因是，1960年代初期該公司執意發展紡紗輻射層輪胎，而非較耐用的鋼絲輻射層輪胎，結果逐漸敗給發展鋼絲輻射層輪胎的米其林公司。
1968年登祿普橡膠公司被喬治·安格斯公司收購，後者乃是一家產品範圍多元化的橡膠製造廠，包含橡膠靴、O型環、消防水管等產品。不過登祿普公司仍持續投入賽車運動，從1950年至1977年，他們一直都是F1賽車輪胎供應商之一。
1971年義大利的倍耐力輪胎公司藉由交叉持股的方式與登祿普合併，成為當時全球第三大的輪胎製造商。不過此合作案後來破局，雙方的合資公司也於1981年解散。
1970年代登祿普公司率先推出失壓續跑輪胎，可讓車輛在爆胎後仍能安全地繼續移動。

## 收購和解體
1980年代登祿普公司的財務開始出現危機：1984年美國分公司被出售，且將其持股賣給登祿普印度分公司與杜拜商珍寶集團（Jumbo Group）。1985年該公司被BTR公司收購，然後登祿普品牌的使用權與輪胎製造銷售權隨即被賣給日本住友橡膠公司。
在1990年代BTR公司拆解整個登祿普公司體系並分批售出：
- 1996年：其運動用品部門登祿普史萊辛格公司（英语：Dunlop Slazenger）被賣給原經營高層，而背後大老闆為辛門（英语：Cinven）私募基金[8]。後來在2006年5月，該公司被運動導向國際公司（英语：Sports Direct）買下[9]。

- 1996年：其製鞋部門被出售給荷蘭商橡膠樹公司（Hevea BV）[10]。

- 1996年：其膠黏劑部門被賣給諾克羅斯公司（Norcros plc），但2001年後者被德國商亞迪克斯公司（英语：Ardex GmbH）收購。

- 1996年：BTR公司將登祿普肯亞有限公司（Dunlop Kenya Limited）賣給當地股東，然後更名為奧林匹亞資產控股公司（Olympia Capital Holdings Company），並於1999年登記註冊了名為「登祿普工業有限公司」（Dunlop Industries Limited）的子公司[11]，專門製造PVC地磚。

- 1997年：Dunlopillo公司賣給其經營高層，另更名成「登祿普泡沫乳膠有限公司」（Dunlop Latex Foam Ltd.）。後來在2002年Dunlopillo品牌使用權遭到拆分，瑞典商希丁安德斯集團（Hilding Anders AB）購得英國市場的品牌使用權。

- 1998年：旗下的航空部門（包含登祿普設備公司〔Dunlop Equipment〕和登祿普精密橡膠公司〔Dunlop Precision Rubber〕）賣給英商道蒂漢森公司（Doughty Hanson & Co），後者將二家公司整合成登祿普標準航空集團（英语：Dunlop Standard Aerospace Group）。不過此集團於2004年宣布解散，其設計與製造部門被英商美吉特公司（Meggitt plc）以大約70億英鎊併購，更名為「登祿普控股有限公司」（Dunlop Holdings Ltd.）。

- 1998年BTR公司將所有股份出售給位於南非的子公司「登祿普非洲有限公司」（Dunlop Africa Ltd.），然後在2001年解體：工業產品部門分別獨立成「登祿普工業產品公司」（Dunlop Industrial Products）與「登祿普橡膠模具公司」（Dunlop Rubber Mouldings）[12]；而「登祿普輪胎國際公司」（Dunlop Tyres International）則於2006年被印度商阿波羅輪胎（Apollo Tyres Ltd.）買下。除南非之外，登祿普輪胎國際公司在許多國家擁有其商標權，但2006年5月全部被運動導向國際公司（英语：Sports Direct）購入[13]。

- 2007年5月：AAC資產合夥人公司（AAC Capital Partners，前身為荷蘭銀行的私人股權業務部）收購登祿普飛機輪胎公司（Dunlop Aircraft Tyres Ltd.）[14]。

## 1985年後的發展
住友橡膠在1985年至1999年使用登祿普品牌製造銷售汽車或其他機動車輛之輪胎。1999年2月4日住友橡膠宣布與美國固特異輪胎公司進行全球策略聯盟，固特異取得歐洲與美國地區的資產，住友橡膠則繼續在前二者以外的國家製造銷售登祿普輪胎。
位於南非的登祿普輪胎公司，其幕後老闆為印度商阿波羅輪胎公司。此外在印度市場，露依亞集團（Ruia Group）在2005年12月自與杜拜商珍寶集團（Jumbo Group）手裡購入登祿普印度公司。

## 內部連結
- 登祿普輪胎